# 265
Cette page concerne l'année 265  du calendrier julien. Pour l'année 265 av. J.-C., voir 265 av. J.-C. Pour le nombre 265, voir 265 (nombre).
L'année 265 est une année commune qui commence un dimanche.

## Événements
- 3 avril-4 décembre : travaux de fortification de Vérone, ordonnés par Gallien. Milan est elle aussi fortifiée et prend le nom de Colonia Gallieniana Augusta Felix Mediolanium[1].

- Les Goths et les Hérules lancent une expédition maritime en mer Noire, ravagent les villes de Dobroudja et de Thrace, puis sont repoussés par Cleodamus et Athenaeus de Byzance[2].
- Le général de l’armée de Gallien, M. Pius Avonius Victorinus fait défection et passe à Postumus qui l’associe à l’empire des Gaules[3].

## Naissances en 265
- Eusèbe, évêque de Césarée en Palestine, écrivain, théologien et apologète chrétien (date approximative).

## Décès en 265
- 17 novembre : Denys, évêque d'Alexandrie.
- Ma Jun, ingénieur chinois.